# Enicospilus melanocarpus
Enicospilus melanocarpus là một loài tò vò trong họ Ichneumonidae.